# Leopoldius diadematus
Leopoldius diadematus är en tvåvingeart som beskrevs av Camillo Rondani 1845. Leopoldius diadematus ingår i släktet Leopoldius och familjen stekelflugor. Inga underarter finns listade i Catalogue of Life.